# Pernatuška trnková

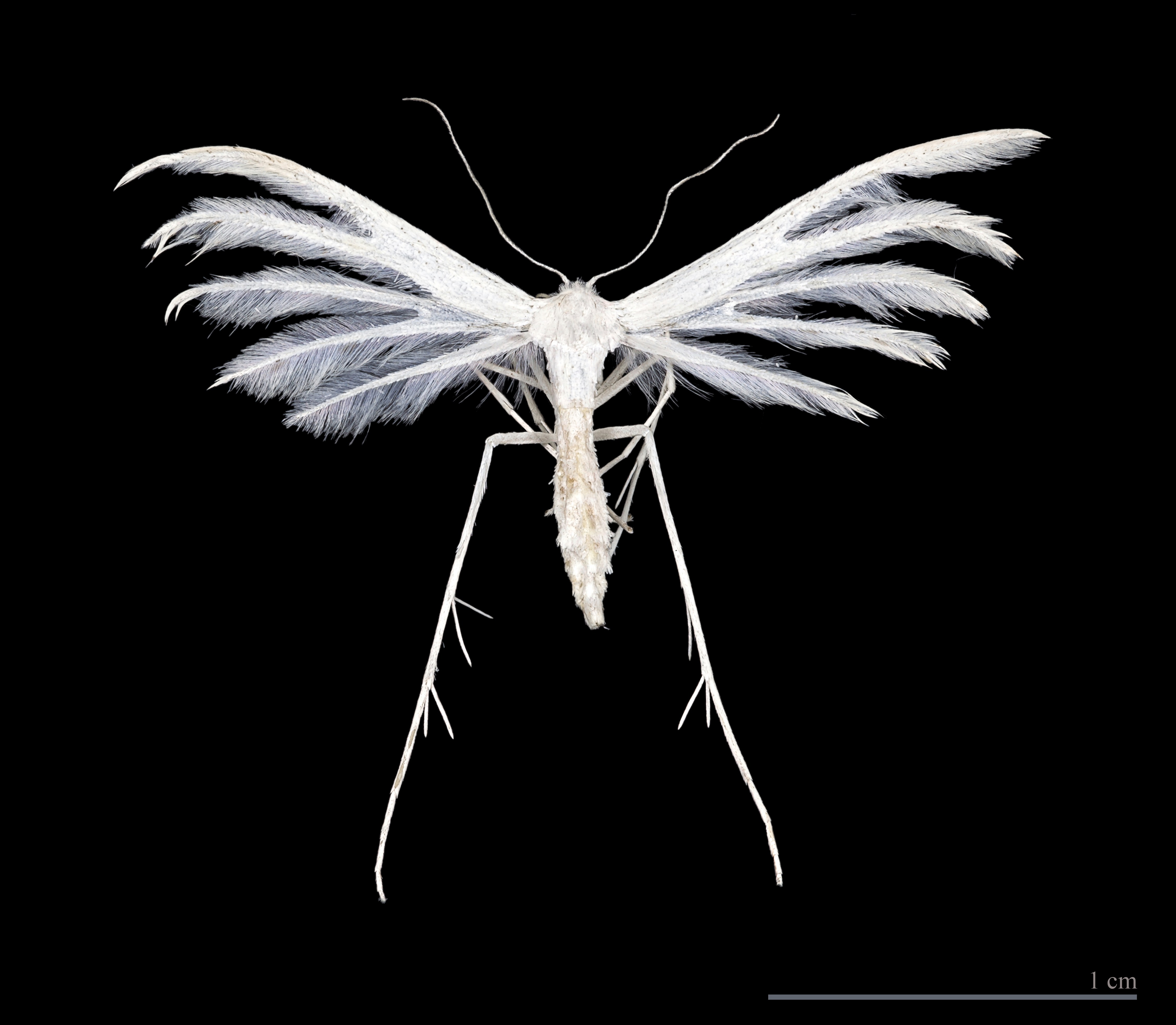
Pterophorus pentadactyla

Pernatuška trnková (Pterophorus pentadactyla) je sněhově bílý, široce rozšířený motýl z čeledi pernatuškovitých.

Ve střední Evropě se můžeme setkat s několika příbuznými druhy.

## Popis
Pernatuška trnková má sněhově bílé zbarvení s velmi řídce roztroušenými černohnědými šupinkami. Ty bez pečlivějšího pozorování snadno přehlédneme. Dosahuje velikosti 17 mm, rozpětí křídel je 34 mm.
Křídla pernatušek jsou typická svým tvarem. Přední křídla pernatušky trnkové jsou rozčleněna do dvou, zadní potom do tří cípů (pentadactylus = pětiprstý). Cípy jsou zpeřené – z hlavních paprsků vybíhají jemné řasy, které tvoří vlastní plochu křídel. Morfologicky připomíná stavba křídel ptačí pero, odtud jméno – pernatuška. Křídla zůstávají i při odpočinku rozložená, tvar těla pernatušky tak vytváří podobu písmene „T“. 
Nohy pernatušky jsou velmi dlouhé a tenké, na holeních lze pozorovat dva páry nápadných ostruh. Pokud je motýl v klidu, sedí obvykle na dvou párech nohou, přičemž je zadní pár přiložen k tělu. Tykadla jsou bílá, nitkovitá, oči jsou černé.

## Výskyt
S tímto drobným motýlkem se můžeme setkat kdekoliv v otevřené krajině. Často ji potkáme také v zahradách, na pasekách, křovinatých stráních, okrajích lesů atd. Vyskytuje se od května do srpna či září jak v nížinách, tak i v teplejších horských oblastech.
Jejím domovem je celá Evropa, Malá Asie i Írán.

## Chování

### Způsob života
Dospělci jsou aktivní především za soumraku, pernatušku tedy řadíme mezi noční motýly. Často ji v noci přiláká otevřené okno a vlétne do místnosti za světlem. Ve dne odpočívá v trávě či na listech.

### Potrava
Housenky pernatušky jsou zelenavé s černými tečkami a řídkými bílými chloupky. Jsou polyfágní a živí se především svlačcem, ale také jetelem, růžemi, trnkou (odtud jméno) a dalšími rostlinami. Housenky se kuklí na spodní straně listů. Na hrbolcích kukly můžeme pozorovat dlouhé bílé chlupy.